# OnePlus
One Plus Technology (Shenzhen) Co., Ltd., (tiếng Trung: 一加科技; Hán-Việt: Nhất Gia Khoa Kỹ), thường được gọi và viết là OnePlus hoặc 1+, là một công ty sản xuất điện thoại di động thông minh cao cấp chạy hệ điều hành Android có trụ sở ở Thâm Quyến, Trung Quốc. OnePlus được thành lập bởi Pete Lau (CEO, cựu giám đốc OPPO)  và Carl Pei vào ngày 16 tháng 12 năm 2013. Công ty chính thức có mặt tại 34 quốc gia và vùng lãnh thổ trên toàn thế giới kể từ tháng 7 năm 2018.
Trụ sở chính của OnePlus nằm tại Tòa nhà Tairan ở Chegongmiao, Quận Phúc Điền, Thâm Quyến, Quảng Đông, Trung Quốc.
Hiện tại, phần lớn cổ phần của OnePlus thuộc sở hữu của OPPO với tư cách là cổ đông duy nhất, và là công ty con của BBK Electronics cùng với Vivo và Realme. Tuy nhiên, cả OnePlus và OPPO đều phủ nhận OnePlus là công ty con và duy trì các hoạt động độc lập, mặc dù OnePlus xác nhận hãng này sử dụng dây chuyền sản xuất của OPPO và chia sẻ một phần tài nguyên về linh kiện, mẫu thiết kế cũng như công nghệ nghiên cứu của OPPO. Tuy nhiên OnePlus chỉ sản xuất điện thoại thuộc phân khúc cao cấp.

## Lịch sử
OnePlus ra mắt thiết bị đầu tiên của mình, OnePlus One vào ngày 23 tháng 4 năm 2014, dự định chiếm lĩnh thị trường từ dòng máy Google Nexus, bắt đầu với việc thâm nhập thị trường Ấn Độ.
Vào tháng 4 năm 2014, OnePlus đã mời Hàn Hàn - một vận động viên đua xe chuyên nghiệp làm đại diện thương hiệu, quảng cáo sản phẩm của mình tại Trung Quốc đại lục.
Vào ngày 9 tháng 3 năm 2014, công ty đã mở rộng hoạt động sang Liên minh Châu Âu.
Ngày 21 tháng 12 năm 2014, OnePlus công bố tên giao diện tùy biến Android của họ trên smartphone mang tên OxygenOS. Oxygen OS rất nhẹ nhàng và không khác mấy so với Android One.
Vào tháng 3 năm 2021, dòng OnePlus được tuyên bố sẽ dùng ColorOS ở thị trường Trung Quốc, nhưng hãng vẫn sẽ dùng OxygenOS cho thị trường toàn cầu của mình.
OnePlus đạt doanh số cao tại thị trường châu Âu và Bắc Mỹ với tiêu chí cấu hình mạnh mẽ nhất, thiết kế cũng như công nghệ tân tiến nhất với một giá thành dễ tiếp cận nhất.
OnePlus đang sở hữu công nghệ DashCharge siêu tốc cho smartphone, có nhiều điểm tương đồng với Super VOOC của OPPO.

## Sản phẩm
| Tên máy        | Tên mã dự án   | Tin đồn    | Ra mắt chính thức toàn cầu | Các phiên bản màu                                          | Phiên bản đặc biệt giới hạn                            |
| -------------- | -------------- | ---------- | -------------------------- | ---------------------------------------------------------- | ------------------------------------------------------ |
| OnePlus One    | bacon          | 23/04/2014 | 6/6/2014                   | Silk White, Sandstone Black                                | OnePlus JBL Limited Edition                            |
| OnePlus 2      | oneplus2       | 27/07/2015 | 11/08/2015                 | Sandstone Black                                            |                                                        |
| OnePlus X      | onyx           | 29/10/2015 | 5/11/2015                  | Onyx, Ceramic, Champagne                                   |                                                        |
| OnePlus 3      | oneplus3       | 14/06/2016 | 14/06/2016                 | Graphite, Soft Gold                                        |                                                        |
| OnePlus 3T     | oneplus3t      | 15/11/2016 | 28/11/2016                 | Gunmetal, Soft Gold, Midnight Black                        | OnePlus 3T Colette 20th Anniversary Edition            |
| OnePlus 5      | cheeseburger   | 20/06/2017 | 27/06/2017                 | Slate Gray, Soft Gold, Midnight Black                      | OnePlus 5 JCC+ Limited Edition "Callection"            |
| OnePlus 5T     | dumpling       | 16/11/2017 | 21/11/2017                 | Lava Red, Midnight Black, Sandstone White                  | OnePlus 5T Star Wars Limited Edition (Sandstone White) |
| OnePlus 6      | enchilada      | 16/05/2018 | 22/05/2018                 | Amber Red, Mirror Black, Midnight Black, Silk White        | OnePlus 6 Marvel Avengers Limited Edition              |
| OnePlus 6T     | fajita         | 29/10/2018 | 6/11/2018                  | Thunder Purple, Mirror Black, Midnight Black               | OnePlus 6T McLaren Limited Edition (Papaya Orange)     |
| OnePlus 7      | guacamoleb     | 14/05/2019 | 25/05/2019                 | Mirror Red, Mirror Grey, Mirror Blue                       |                                                        |
| OnePlus 7 Pro  | guacamole      | 14/05/2019 | 25/05/2019                 | Nebula Blue, Mirror Grey, Almond                           |                                                        |
| OnePlus 7T     | hotdogb        | 26/09/2019 | 28/09/2019                 | Frosted Silver, Glacier Blue                               |                                                        |
| OnePlus 7T Pro | hotdog         | 10/10/2019 | 12/10/2019                 | Haze Blue                                                  | OnePlus 7T Pro McLaren Edition                         |
| OnePlus 8      | instantnoodle  | 14/4/2020  | 21/4/2020                  | Onyx Black, Glacial Green, Interstellar Glow, Polar Silver |                                                        |
| OnePlus 8 Pro  | instantnoodlep | 14/4/2020  | 21/4/2020                  | Onyx Black, Glacial Green, Ultramarine Blue                |                                                        |

Ngoài smartphone, OnePlus còn sản xuất tai nghe true wireless: OnePlus Bullets Wireless, sạc không dây OnePlus Warp Charge 30 Wireless và smart TV OnePlus TV với 3 dòng OnePlus TV Q1, OnePlus TV Y và OnePlus TV U.

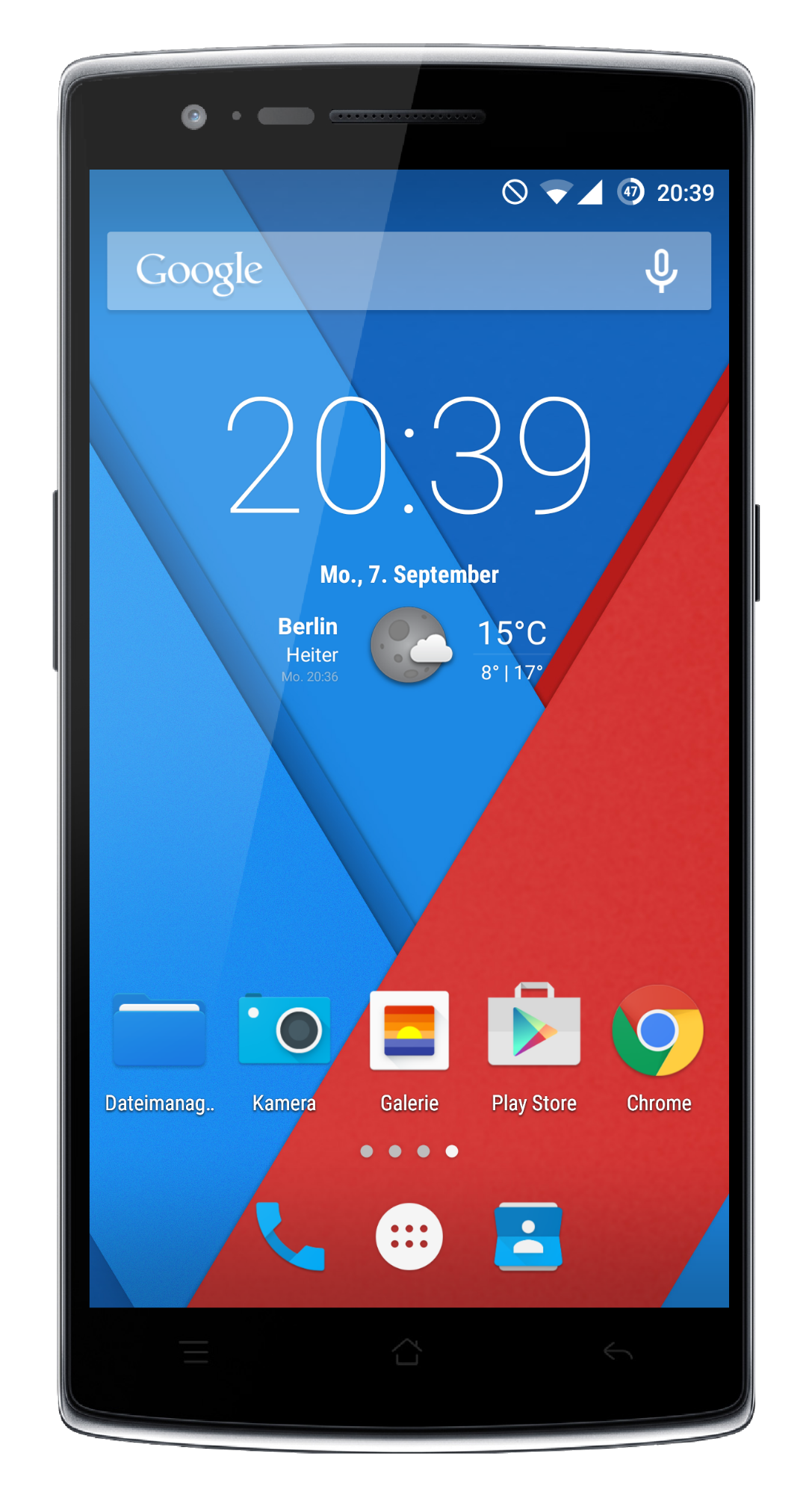
OnePlus One
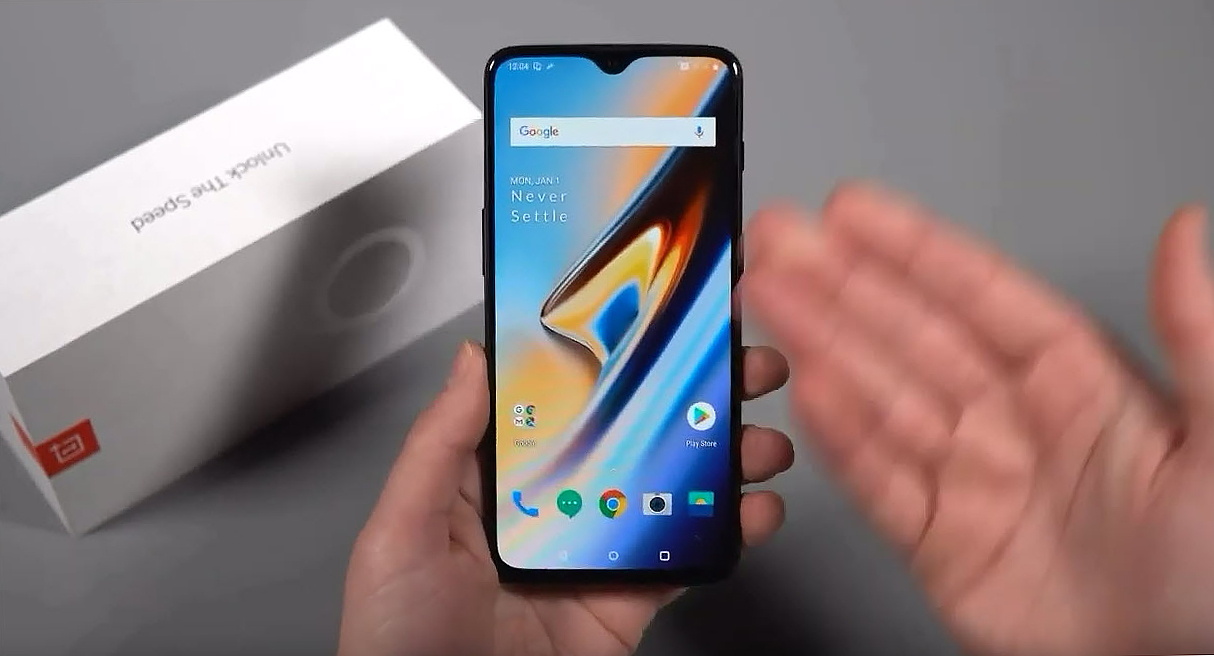
OnePlus 6T
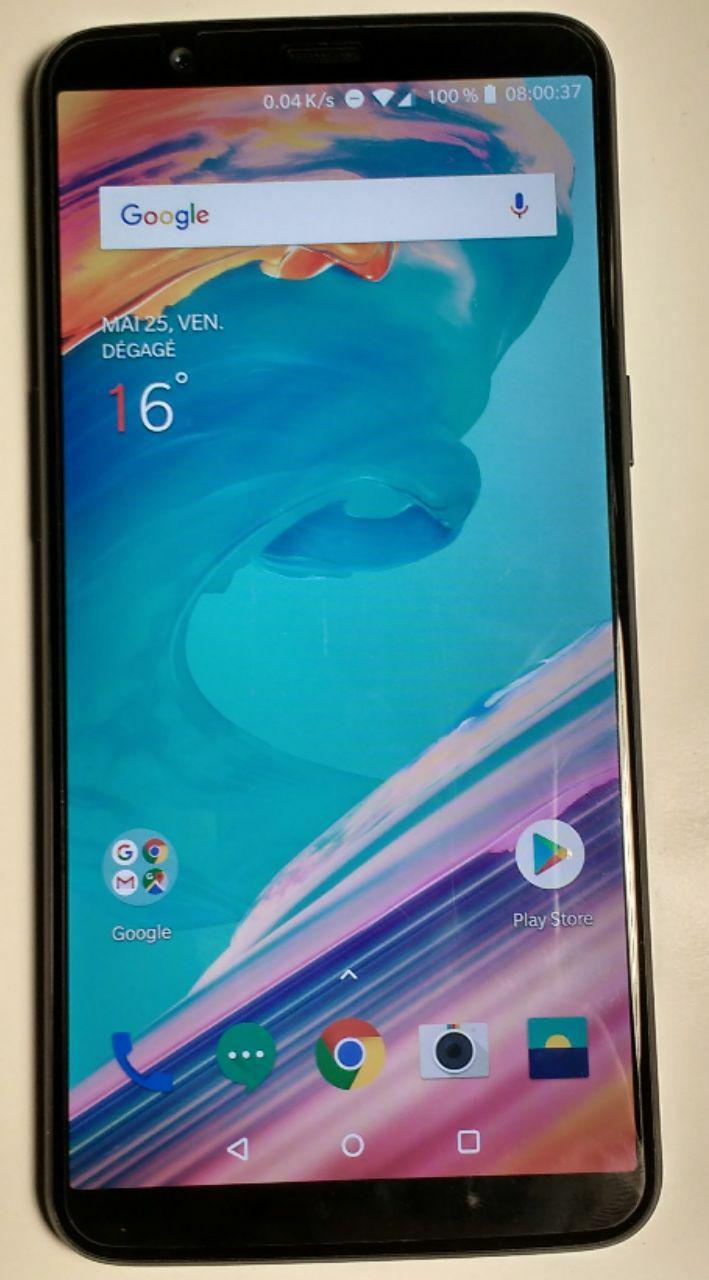
OnePlus 5T
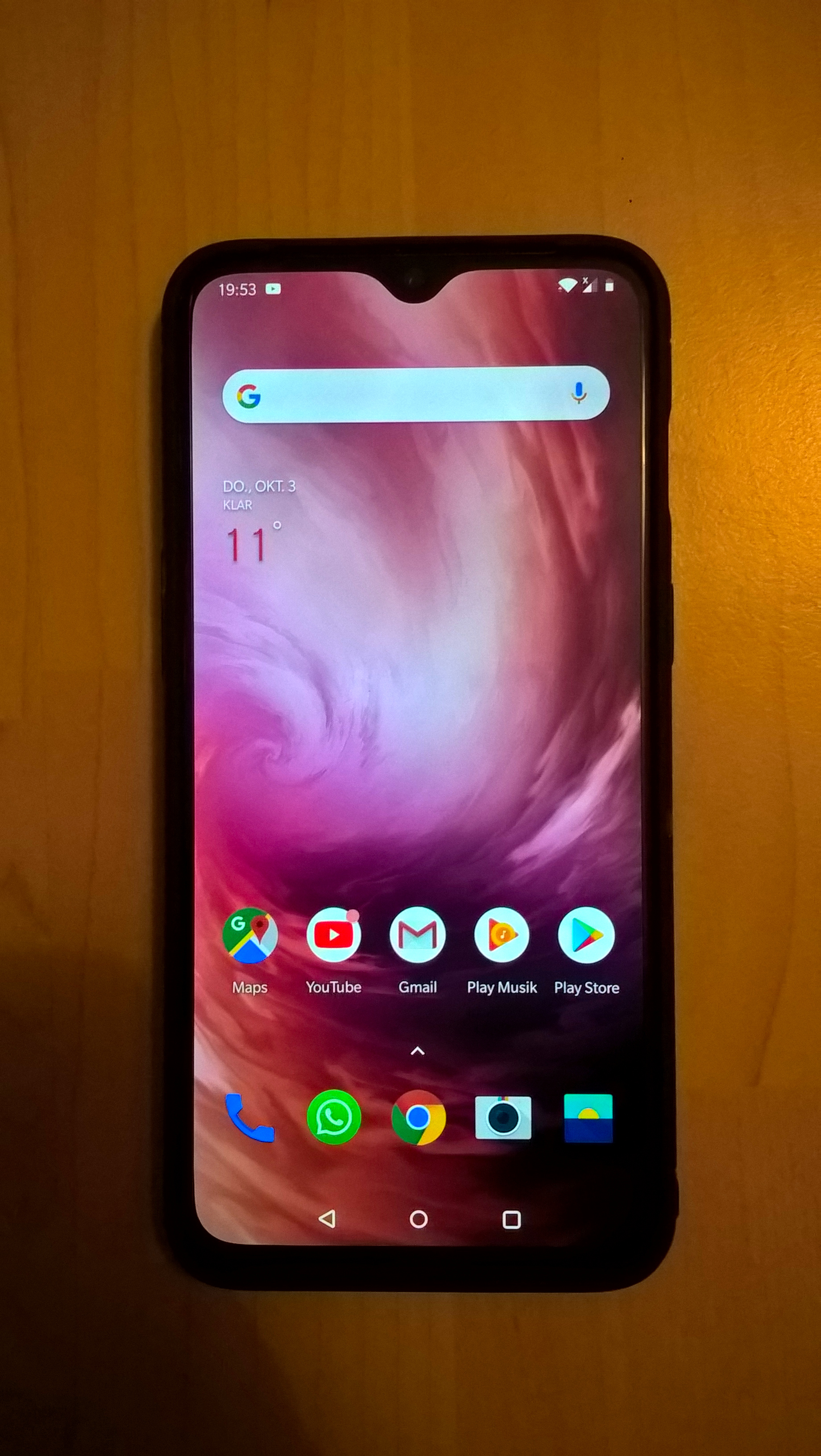
OnePlus 7
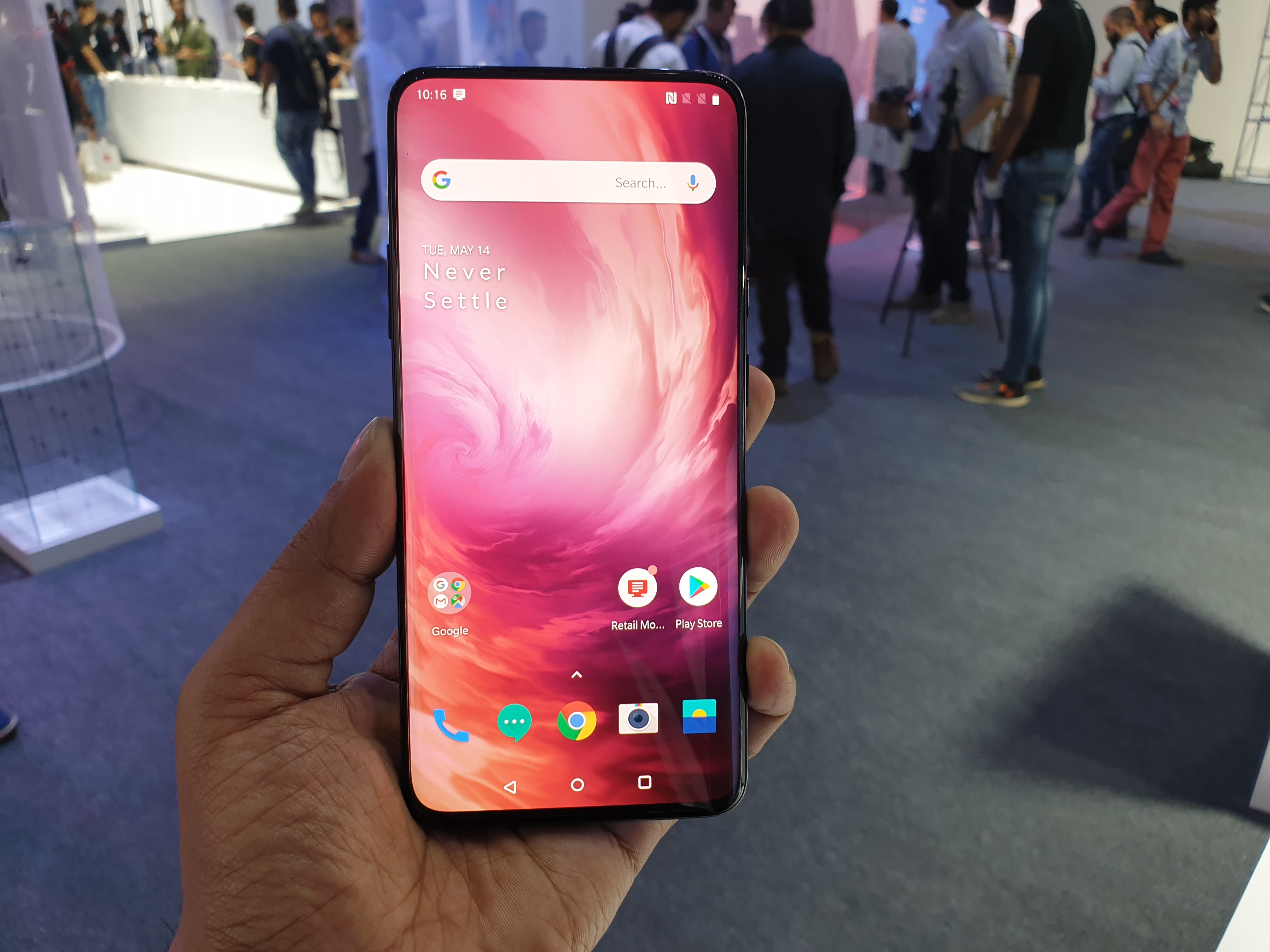
OnePlus 7 Pro
OnePlus 7OnePlus 7